# Доброе утро, страна!
«Доброе утро, страна!» — музыкальная телепрограмма, выходившая в эфир обычно по субботам и воскресеньям на РТР в 10:00, позже в 12:20. Также транслировалась в повторах на украинском канале «1+1» с 1997 по 1999 год.

## О программе
«Доброе утро, страна!» — это полчаса популярных видеоклипов, её ведущими были кабаре-дуэт «Академия», и вместе эту программу они вели около 5 лет. Изначально в 1995 году передача выходила слитно со схожей передачей «Утренняя почта». 12 января 1997 года программа стала выходить на РТР до самого закрытия. В 2002 году после развода с Александром Цекало, который ушёл из программы ради других проектов (в том числе и программы «Алчность» на НТВ), Лолита Милявская стала вести одна (первый эфир — 9 марта 2002 года). И поэтому в конце каждой программы рядом с Лолитой был приглашённый артист. Так же с 1997 по 1998 год была рубрика «Сам себя не похвалишь», где показывали интервью артистов.

## Закрытие
Программа прекратила существование в 2002 году из-за ухода Лолиты. С июля по август выходили повторы. В последний раз передача (повторная) вышла в эфир 24 августа 2002 года.
Менее чем через год после закрытия шоу Цекало как продюсер выпустил на СТС похожий по формату проект «Утро с Киркоровым», в котором певец представал на экране одновременно в двух разных образах, которые беседовали между собой в перерывах между клипами, сценарии к этому шоу писал ранее работавший над программой «Доброе утро, страна!» Георгий Конн. Программа имела стабильные телевизионные рейтинги и просуществовала до марта 2005 года.